# Dale Morey
Dale Eugene Morey (Martinsville (Indiana), 1 december 1918 – 14 mei 2002) was een Amerikaanse amateur golfer en professioneel basketball speler.
Dale Morey ging naar de Martinsville High School en studeerde aan de  Louisiana State University (LSU), waar hij college basketball en college golf speelde.

## Basketball
Morey speelde college basketball van 1939 tot 1942. Nadat hij was afgestudeerd volgde hij coach Harry Rabenhorst op toen deze in 1942 werd gemobiliseerd.
Morey speelde seizoen 1946-1947 in de National Basketball League voor de Anderson Duffey Packers, en seizoen 1947-1948 in de Professional Basketball League of America voor  de Louisville Colonels.

## Golf
Morey speelde ook college golf. Hij hielp zijn team een aantal NCAA overwinningen te boeken. Hij was lid van Willow Creek. In 1965 verbeterde hij daar het baanrecord met een score van 68.
Hij won het Southers Amateur (1950, 1964), het Western Amateur (1953), het North and South Amateur (1964), het  Mid-Atlantic Amateur (1972), de Azalea Invitational (1960) en het Mexican Amateur (1968). Hij speelde 7 keer in de Masters (1954, 1955, 1956, 1957, 1958, 1965, 1966). en maakte hij negen keer een hole-in-one.
Morey speelde twee keer in de Walker Cup en de America Cup. In 1964 speelde hij ook in de Eisenhower Trophy.

### Gewonnen
Onder meer:
- 1936: Indiana Junior
- 1943: All-American Amateur[5], Indiana Amateur
- 1944: Indiana Amateur[6]
- 1950: Southern Amateur[7]
- 1951: Indiana Amateur, Indiana Open, Greenwood Open
- 1953: Indiana Amateur, Indiana Open, Western Amateur, Westborough Round Robin
- 1957: Indiana Open
- 1959: Indiana Open
- 1960: Azalea Invitational
- 1964: Southern Amateur, North and South Amateur
- 1966: International Men's Four-Ball Championship
- 1967: North Carolina Open, Carolinas Amateur
- 1968: Mexican Amateur, North Carolina Amateur
- 1969: North Carolina Amateur, Carolinas Golf Association Senior
- 1970: International Men's Four-Ball Championship
- 1971: American Amateur Classic
- 1972: Mid-Atlantic Amateur
- 1974: US Senior Amateur
- 1975: U.S. Senior Golf Association Championship, American Seniors
- 1976: U.S. Senior Golf Association Championship, Southern Senior
- 1977: U.S. Senior Golf Association Championship, US Senior Amateur, American Seniors, International Seniors
- 1979: American Seniors, North and South Senior Amateur
- 1980: North and South Senior Amateur
- 1981: American Seniors
- 1982: American Seniors, Carolinas PGA Senior, Wild Dunes Seniors
- 1983: American Seniors, Wild Dunes Seniors
- 1984: Carolinas Senior
- 1985: British Senior Amateur

### Teams
- Americas Cup: 1954, 1965
- Walker Cup 1955 (winnaars), 1965 (winnaars)
- Eisenhower Trophy: 1964

### Onderscheidingen
- Indiana High School Golf Hall of Fame
- Indiana Sports Hall of Fame
- Californiia Golfer of the Year (1964)
- Indiana Golf Hall of Fame (1966)[8]
- Southern Golf Association Hall of Fame (1979)
- North Carolina Sports Hall of Fame (1980)[9]
- North Carolina Golf Hall of Fame (1982)
- North Carolina Sportswriters Hall of Fame
- 6×  Senior Amateur of the Year (1974, 1977–1979, 1982–1983)
- Outstanding Senior Amateur of Decade (1970s)
- American Seniors Golf Association Distinguished Senior (1995)